# Iskra
Iskra (en ruso: Искра, lit. 'La Chispa') fue un periódico político de los emigrantes socialistas de Rusia. La primera edición fue publicada en Leipzig (Alemania) en 1900. Otras ediciones fueron publicadas en Múnich (Alemania), Londres (Reino Unido) y Ginebra (Suiza). En 1903 el periódico estaba dirigido por los mencheviques y fue publicado hasta 1905. La media de tirada fue de ocho mil ejemplares.
El lema de Iskra era "Из искры возгорится пламя" (“De una chispa prenderá el fuego”), una línea de la respuesta que Aleksandr Odóyevski escribió al poema de Aleksandr Pushkin dirigido a los Decembristas antizaristas hechos prisioneros en Siberia.
Varios miembros del equipo directivo se involucraron más tarde en la revolución bolchevique de octubre de 1917.
Miembros del primer equipo directivo:
- Vladímir Lenin
- Gueorgui Plejánov
- Vera Zasúlich
- Pável Axelrod
- Yuli Mártov
- Aleksandr Potrésov

Posteriormente:
- León Trotski Impresión: Blumenfeld.